# Успенский собор (Вербник)
Успенский собор в Вербнике — православный храм Орловской епархии. Располагается на берегу реки Вербный колодезь в центре села Вербник. Является приходом Свято-Никольского храма в посёлке Хотынец.

## История
Первый собор на берегу ручья Вербный колодезь был построен в 1734 году из дерева, ещё до основания села, которое впервые упоминается только в 1745 году. Вероятно, изначально на месте села существовал погост. Село Вербник также имело название "Успенское" по собору, так оно отмечается на картах 1745 и 1801 годов. 
7 мая 1734 года опубликован указ Карачевских Духовных дел управителем Косаговой Марины Григорьевны велено исследовать в Карачевском уезде в Подгорном стане в дер. Вербник и Яхонтова к строению вновь Церкви во имя Пресвятой Богородицы. Судя по всему, церковь уже стояла в одной із эттіх' деревень ранее. 
26 марта 1739 года поп Андрей Попов освятил храм и эта дата считается датой основания прихода.

### Каменный собор
Когда деревянный собор обветшал, на её месте была в 1855 году построена кирпичная церковь в стиле ранней эклектики на окраине села на высоком холме над ручьём. Помимо главного Успенского престола имелись два придела с северной и южной сторон. Церковь, имеющая высокую колокольню, окружала кирпичная ограда с двумя воротами и двумя калитками. Собор возводили священник Павел Оболенский, прихожане и сторонние благотворители. Новосооруженный храм освятили также в честь Успения Божией Матери. Наряду с главным он имела еще два придела — Никольский и Собора Иоанна Предтечи. Церковь опоясывала кирпичная ограда с двумя калитками и двумя воротами. 
Обветшавший деревянный храм разобрали и продали в 1859 году в село Семеновку, а там он использовался в качестве кладбищенской церкви. 
В 1898 году прихожанами была построена земская школа.

### После 1917 года

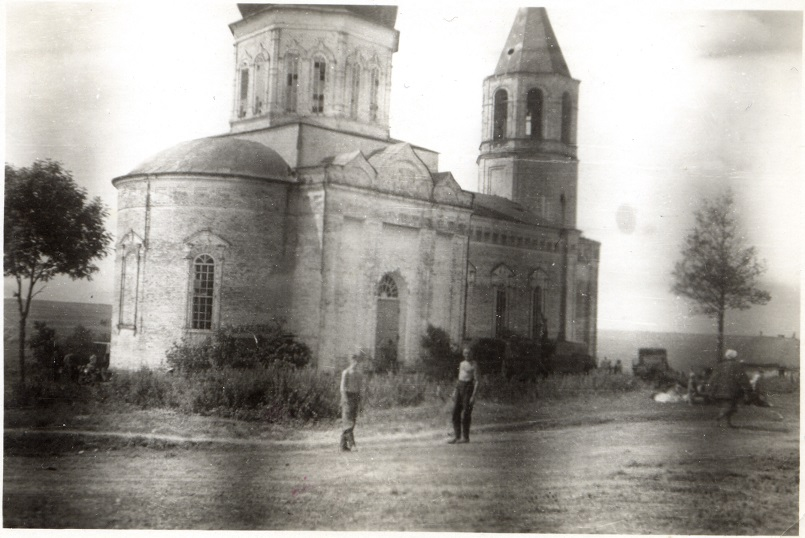
Собор в 1941 году во время оккупации

Успенский храм был закрыт в 1930-е годы. Во время оккупации Орловской области Третьим Рейхом в 1941 году храм открыт вновь. Под натиском советских властей снова закрыт в 1963 году. Здание церкви использовалось под зернохранилище. 
Постановлением администрации Орловской области №61 от 13 февраля 1992 года получил статус памятника градостроительства и архитектуры регионального значения. Этот статус подтверждён решением малого Совета Орловского областного Совета народных депутатов №81-7 от 6 июля 1993 года. В постановлении ошибочно указано, что храм построен в 1910 году.
Восстанавливать храм Успения Пресвятой Богородицы начали в 2000-е годы.
10 августа 2023 года благодетели передали старинную икону «Царь Славы». Икона была семейной и передавалась из поколения в поколение передавалась в одной из семей, причем ей даже довелось немало попутешествовать по России. Семья меценатов проживает в Хотынецком районе. 